# Аутентична личност
Аутентична личност је изворна, спонтана, слободна и стваралачка личност. Појам означава особу која је успела да оствари своје примарне, суштинске људске потенцијале и личне таленте. Синоними: зрела личност, продуктивни карактер, самоактуализована личност.